# Pin

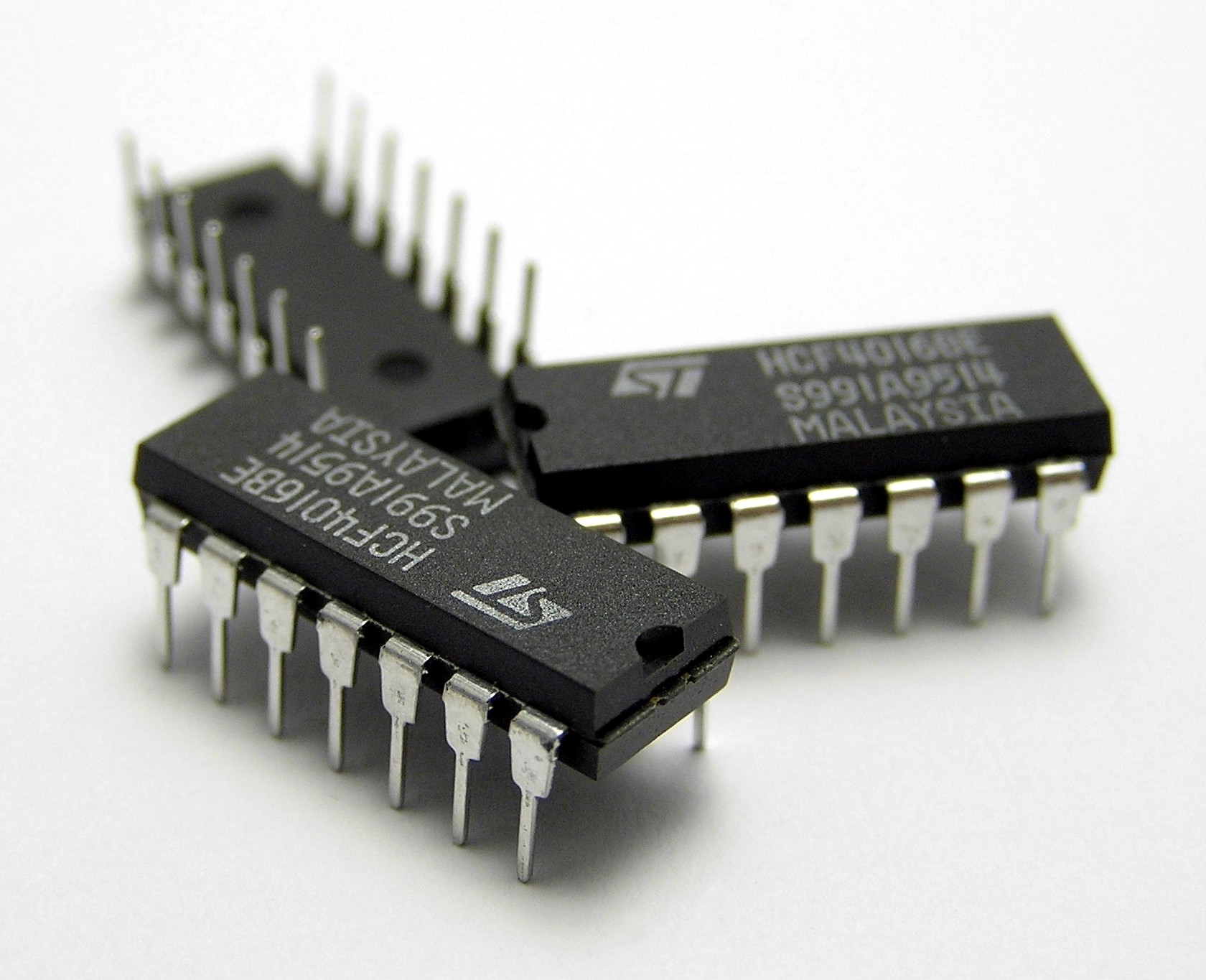
Przykładowe układy scalone z widocznymi pinami (nóżkami) doprowadzającymi / odprowadzającymi przetwarzane sygnały

Pin (z ang. szpilka, trzpień), zwany również nóżką – wyprowadzenie elementu elektronicznego (np. układu scalonego) służące do wykonywania połączeń elektrycznych pomiędzy danym elementem a innymi elementami obwodu drukowanego. Połączenie to może być zarówno mechaniczne (np. gniazdo procesora w przypadku obudów PGA), jak i lutowane (w przypadku obudów BGA). Natomiast piny układów scalonych widocznych np. na rysunku po prawej stronie mogą być zarówno wsunięte w odpowiednią podstawkę, jak i przylutowane bezpośrednio do płytki obwodu drukowanego.

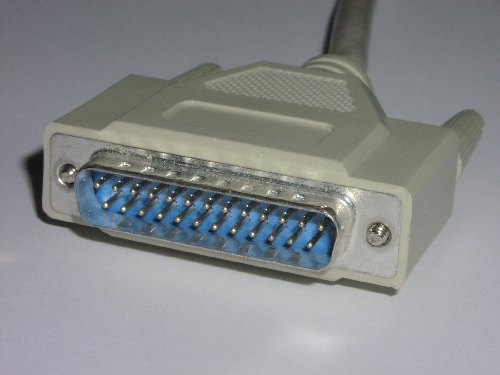
Piny we wtyczkach typu Centronics

Określenie pin (ale już nie nóżka) jest również używane przy nazywaniu kolejnych styków w interfejsach komputerowych (np. RS-232 lub Centronics) lub ogólniej w złączach elektronicznych. W takim przypadku nazwa pin oznacza małe szpilkowe bolce umieszczone we wtyczkach (zob. zdjęcie obok) lub w gniazdach złączy elektronicznych.